# Bahnhof Kirchheim (Weinstraße)
Der Bahnhof Kirchheim (Weinstraße) (offiziell: Kirchheim (Weinstr)) ist ein  Bahnhof in der rheinland-pfälzischen Ortsgemeinde Kirchheim an der Weinstraße. Er verfügt über zwei Bahnsteiggleise. Der Bahnhof liegt im Verbundgebiet des Verkehrsverbundes Rhein-Neckar (VRN) und gehört zur Tarifzone 72. Seine Anschrift lautet Bahnhofstraße 1. Das Empfangsgebäude steht unter Denkmalschutz.
Der Bahnhof wurde am 20. Juli 1873 mit Vollendung der Pfälzischen Nordbahn Neustadt–Monsheim eröffnet. In den Jahren 2022 und 2023 wurden die Verkehrsanlagen saniert und in den heutigen Zustand versetzt.

## Lage
Der Halt befindet sich am südlichen Ortsrand der Gemeinde. Parallel zu den Gleisen verläuft im Norden die Bahnhofstraße. Im Westen wird er durch die Bundesstraße 271 begrenzt, die auf diesem Abschnitt Teil der Deutschen Weinstraße ist.

## Geschichte
Die 1865 eröffnete Strecke von Neustadt nach Dürkheim sollte ursprünglich bis Frankenthal durchgebunden werden. Später wurden die Planungen so abgeändert, dass die Strecke über die damals Kirchheim an der Eck heißende Gemeinde und Grünstadt bis nach Monsheim verlängert werden sollte. Bedingt durch das hügelige Terrain gestaltete sich der Streckenbau sehr aufwändig. Nachdem am 20. März 1873 der nördliche Abschnitt Monsheim–Grünstadt eröffnet worden war, fand der Lückenschluss zwischen Dürkheim und Grünstadt mit seinen Unterwegsbahnhöfen Erpolzheim, Freinsheim und Kirchheim a. d. Eck am 20. Juli statt.
Anfang des 20. Jahrhunderts erhielt der Bahnhof wie alle in der Pfalz Bahnsteigsperren. Während dieser Zeit wurde der Bahnhof von der Betriebs- und Bauinspektion Neustadt verwaltet und gehörte zum Zuständigkeitsbereich der Bahnmeisterei Freinsheim. 1910 wurde die Bezeichnung des Bahnhofs von „Kirchheim a. d. Eck“ in „Kirchheim a Eck“ geändert. Spätestens ab 1914 hieß er „Kirchheim (Eck)“.
Die französische Besatzungsmacht ordnete nach dem Zweiten Weltkrieg alle Bahnanlagen im nördlichen Teil ihrer Besatzungszone der Eisenbahndirektion Mainz zu. Dazu gehörte auch der Bahnhof Kirchheim. Mit der schrittweisen Auflösung der Bundesbahndirektion Mainz in den Jahren 1971/72 fiel die Zuständigkeit für den Bahnhof zum 1. Juni 1971 an die Bundesbahndirektion Karlsruhe. Zu dieser Zeit unterstand er dem Betriebsamt (RBA) Neustadt.
Die Deutsche Bundesbahn, die ab 1949 für den Bahnbetrieb zuständig war, gliederte den Bahnhof in die Bundesbahndirektion Mainz ein, der sie alle Bahnlinien innerhalb des neu geschaffenen Bundeslandes Rheinland-Pfalz zuteilte. Nach der Umbenennung der Gemeinde in „Kirchheim an der Weinstraße“ 1952 erhielt die Bahnstation erst 1963 ihren heutigen Namen. Im Zuge der Auflösung der Bundesbahndirektion Mainz zum 1. Juni 1971 wurde die Bundesbahndirektion Karlsruhe für den Bahnhof zuständig. Zur selben Zeit wurden die Bahnsteigsperren aufgehoben. Einhergehend mit der Aufgabe des Güterverkehrs wurde der Bahnhof Ende der 1980er Jahre zum Haltepunkt zurückgebaut.
Um auf dem Streckenabschnitt Freinsheim–Grünstadt im Halbstundentakt fahren zu können, wurde die Betriebsstelle zur Ermöglichung von Zugkreuzungen 2022 erneut zum Bahnhof ausgebaut. Außerdem wurden die Bahnsteige mit einer Höhe von 55 Zentimetern barrierefrei erneuert. Die Fertigstellung des Vorhabens erfolgte am 16. April 2023.

## Empfangsgebäude

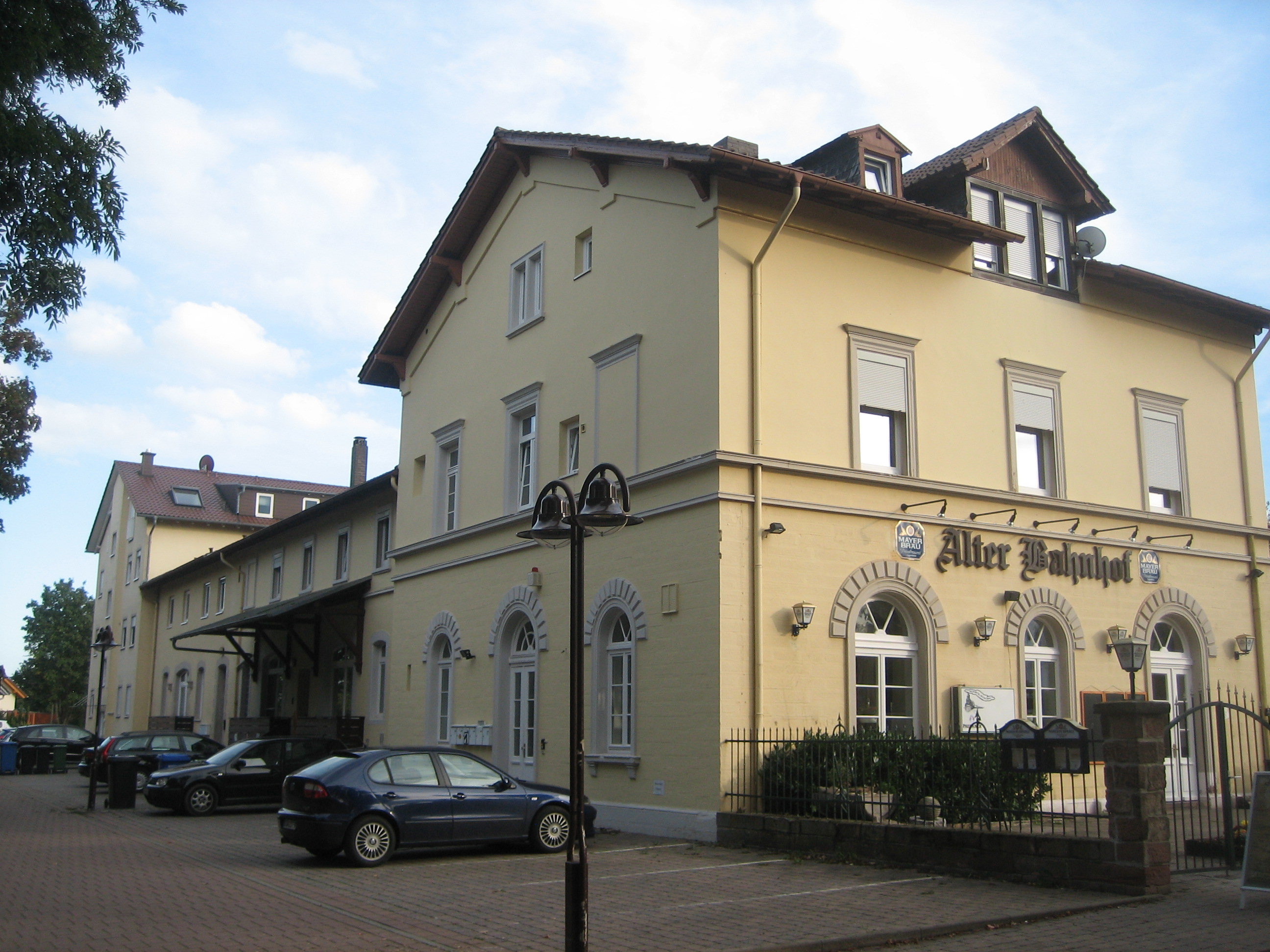
Ehemaliges Empfangsgebäude von der Straßenseite aus betrachtet

Das Empfangsgebäude ist ein Kulturdenkmal nach dem Denkmalschutzgesetz des Landes Rheinland-Pfalz. Es handelt sich um einen spätklassizistischen Typenbau aus dem Jahr 1873.

## Verkehr

### Personenverkehr
Nach der durchgehenden Eröffnung der Bahnstrecke im Jahr 1873 fuhren Personenzüge in mehreren Jahrzehnten oft über Monsheim hinaus bis Marnheim an der Bahnstrecke Langmeil–Monsheim. Der Bahnhof wird je stündlich von Regionalzügen der Relationen Neustadt–Grünstadt und Frankenthal–Eiswoog angefahren und somit halbstündlich bedient.

### Güterverkehr
Anfang des 20. Jahrhunderts wurden Güterzüge der Relation Neustadt–Monsheim eingesetzt. Ab den 1980er Jahren bedienten Übergabezüge den Bahnhof, der zu dieser Zeit keinen eigenständigen Gütertarifpunkt mehr bildete. Seine Bedienung fand vom Bahnhof Grünstadt statt, als dessen Satellit er fungierte. Inzwischen ist der Güterverkehr jedoch zum Erliegen gekommen. Im Anschluss wurde der Bahnhof zum Haltepunkt zurückgebaut.